# Ogdensburg (Nova York)
Ogdensburg és l'única ciutat del Comtat de Saint Lawrence a l'Estat de Nova York dels Estats Units d'Amèrica. Limita al nord amb Canadà.

## Demografia
Segons el cens dels Estats Units del 2000 Ogdensburg tenia 11.346 habitants. Segons el cens del 2000, tenia 12.364 habitants, 4.181 habitatges, i 2.583 famílies. La densitat de població era de 941,6 habitants per km².
Dels 4.181 habitatges en un 31,1% hi vivien nens de menys de 18 anys, en un 41,5% hi vivien parelles casades, en un 15,1% dones solteres, i en un 38,2% no eren unitats familiars. En el 32,3% dels habitatges hi vivien persones soles el 14,2% de les quals corresponia a persones de 65 anys o més que vivien soles. El nombre mitjà de persones vivint en cada habitatge era de 2,39 i el nombre mitjà de persones que vivien en cada família era de 2,98.
Per edats la població es repartia de la següent manera: un 21,3% tenia menys de 18 anys, un 9,5% entre 18 i 24, un 35,3% entre 25 i 44, un 21,3% de 45 a 60 i un 12,4% 65 anys o més.
L'edat mitjana era de 36 anys. Per cada 100 dones de 18 o més anys hi havia 134,6 homes.
La renda mitjana per habitatge era de 27.954 $ i la renda mitjana per família de 36.236 $. Els homes tenien una renda mitjana de 32.358 $ mentre que les dones 21.485 $. La renda per capita de la població era de 12.650 $. Entorn del 14,2% de les famílies i el 18,3% de la població estaven per davall del llindar de pobresa.

## Poblacions properes
El següent diagrama mostra les poblacions més properes.